# Cremuci Cordus
Aulus Cremuci Cordus (llatí: Aulus Cremutius Cordus) va ser un historiador romà que va viure en temps dels emperadors August i Tiberi.
Després d'haver viscut molt de temps sense cap problema per les seves obres, va ser denunciat per dos dels seus propis clients a l'emperador Tiberi per haver defensat la causa de Brutus i haver anomenat a Cassi com "el darrer dels romans". Tàcit diu que aquestes acusacions eren noves (novo aut tunc primum audito). El seu únic crim era la llibertat d'expressió, contra la que estava actuant Sejà, prefecte del pretori i instrument de Tiberi. L'obra de la qual se li impugnaven els passatges havia estat publicada feia molts anys i fins i tot el mateix August l'havia llegit amb aprovació.
Considerant que davant de la resolució de l'emperador no es podia salvar, va escriure un discurs que essencialment ha estat conservat (o inventat) per Tàcit, recordant la impunitat que havien tingut fins al moment tots els annalistes precedents. Es va retirar a casa seva on es va deixar morir de gana l'any 25. El senat va ordenar que les seves obres fossin cremades pels edils de la ciutat i per les autoritats de qualsevol lloc on es poguessin trobar llibres d'aquest autor, però la seva filla Màrcia i alguns amics van amagar algunes còpies. En temps de Calígula les obres es van tornar a publicar. Alguns fragments escassos de la seva obra es troben a la Suasoriae de Sèneca.